# Blowback (album)
Blowback – szósty album Tricky’ego, wydany w 2001 roku. Podobnie jak na Nearly God, na Blowback znalazły się utwory napisane i nagrane we współpracy z innymi artystami, w tym przypadku z Anthonym Kiedisem i Johnem Frusciante z Red Hot Chili Peppers, Cyndi Lauper, Alanis Morissette, Edem Kowalczykiem z grupy Live, a także mniej znanymi twórcami: Hawkmanem, Stephanie McKay i Ambersunshowerem.

## Spis utworów
1. „Excess” – 4:43
2. „Evolution Revolution Love” – 4:09
3. „Over Me” – 2:57
4. „Girls” – 4:21
5. „You Don't Wanna” – 5:25
6. „#1 Da Woman” – 2:40
7. „Your Name” – 3:35
8. „Diss Never (Dig Up We History)” – 2:50
9. „Bury the Evidence” – 4:51
10. „Something in the Way” – 3:24
11. „Five Days” – 4:19
12. „Give It to 'Em” – 3:04
13. „A Song for Yukiko” – 4:10
14. „The Hawkman Is Coming” – 4:19
15. „Evolution Revolution Love (remix)” – 3:43